# 그 여름의 나팔꽃
《그 여름의 나팔꽃》은 1983년 7월 2일에 방영된 TV문학관이다.

## 줄거리
현구(민욱)는 한국전쟁 시기에 살해당한 아버지의 유해를 이장하면서 손에 끼여있는 산호반지를 보고 자기가 잃어버렸던 반지임을 확인한다. 그러나 어머니(여운계)와 외삼촌(최정훈)은 그 반지를 이유로 아버지가 어떤 여자때문에 살해되었음이 분명하다고 말하는데...

## 출연
- 최정훈
- 민욱
- 안해숙
- 정민
- 여운계
- 이대로
- 김봉근
- 김을동
- 문창길
- 김효원
- 맹호림
- 황민
- 박정웅
- 조재훈
- 문시운
- 조은덕
- 이두섭
- 이동진
- 이제신
- 안성태
- 봉정하
- 최용호
- 최용팔
- 오세일
- 전현